# Apercepción
En Filosofía es una percepción muy atenta, clara y consciente. Esta palabra fue introducida por Leibniz, quien la definió como la conciencia de la percepción, es decir la percepción al más alto nivel.
(Del lat. ad y percipere, percibir para sí o interiormente): f. Filosofía. Distingue la percepción de la apercepción. Para Leibniz la percepción es simplemente el hecho representativo, interno o psicológico y la apercepción no es solo, como se ha creído, la reflexión o el estado del espíritu que vuelve sobre percepciones conscientes para conocerlas mejor, refiriéndolas a ideas o principios generales; sino que es más bien la conciencia en el sentido que hoy se la atribuye o el estado del espíritu que conoce lo que pasa en él.
«Así, pues, como una vez despertado de su desvanecimiento uno se apercibe de sus percepciones, es necesario que las haya tenido inmediatamente antes, aunque no se haya apercibido de ellas».
En Psicología es "el proceso por el cual una nueva experiencia es asimilada y transformada en residuo de la experiencia anterior de un individuo para formar un nuevo todo". En resumen, es percibir nueva experiencia referente a una experiencia anterior. Este concepto se usa en Test de Apercepción Temática.